# فوتبالیست‌ها
فوتبالیست‌ها (به ژاپنی: がんばれ!キッカーズ Ganbare! Kikkāzu) عنوان یک مجموعه مانگا ژاپنی در ژانر درام فوتبالی به طراحی نوریاکی ناگایی است از سال ۱۹۸۵ تا ۱۹۸۹ توسط شوگاکوکان در مجله کروکرو کامیک در ژاپن منتشر می‌شد. بر اساس این مانگا، یک مجموعه تلویزیونی انیمه ۲۶ قسمتی نیز توسط استودیو پیرو به سال‌های ۱۹۸۶–۱۹۸۷ تولید شد. این مجموعه در ژاپن نتوانست بینندگان زیادی را جلب کند و پس از ۲۶ قسمت، پخش آن در ژاپن متوقف شد.